# 私を野球に連れてって
『私を野球に連れてって』（わたしをやきゅうにつれてって、英: Take Me Out to the Ball Game）は、アメリカ合衆国の古いノベルティソング。1908年に作曲され、以来野球文化圏の野球ファンの愛唱歌となっている。

## 概要

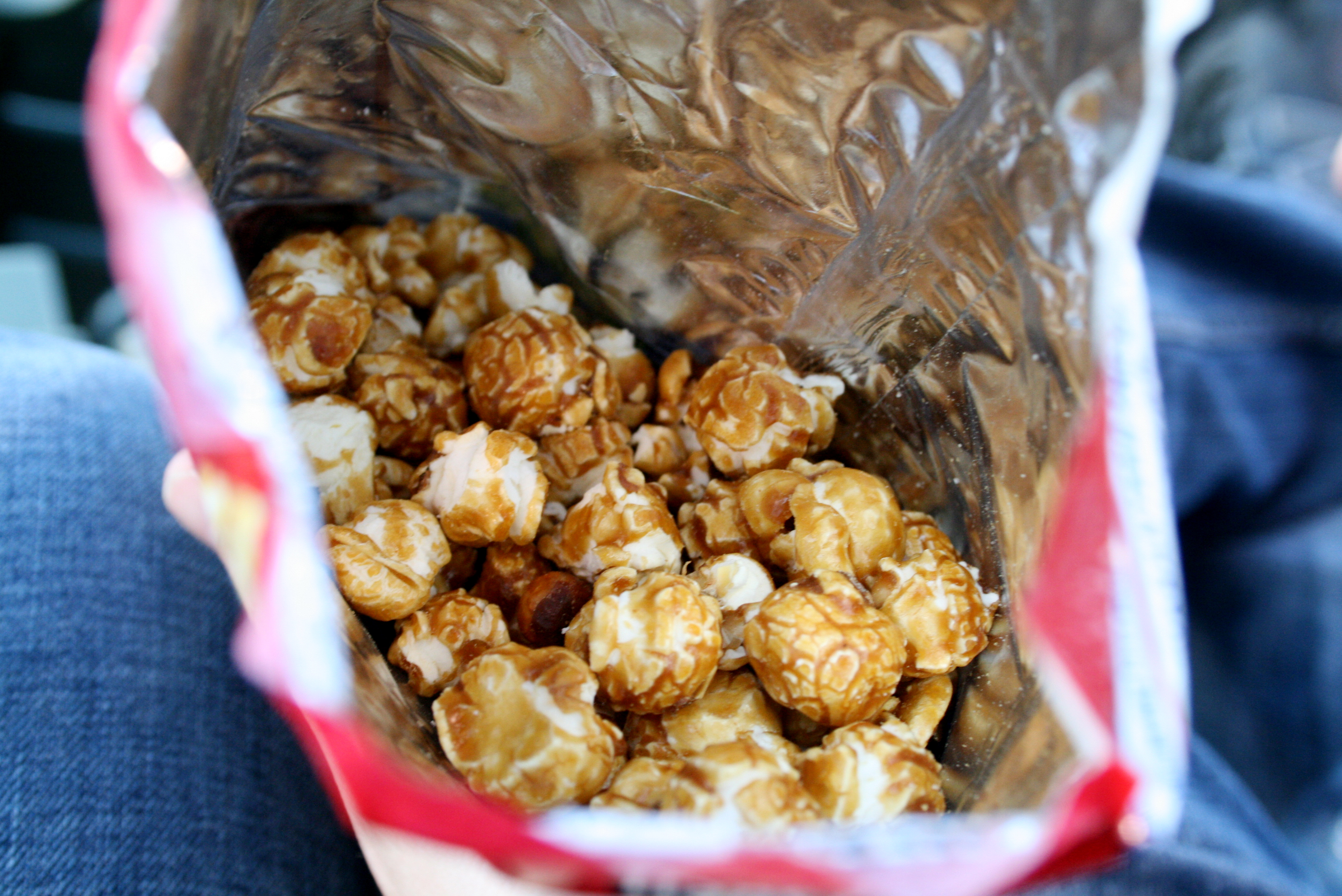
クラッカー・ジャック

歌詞の内容はケイティ・ケイシー（Katie Casey）という野球好きな女性が、彼氏のショー観劇の誘いも断って「野球場に連れてって」と頼むというもの。歌詞は、1908年に作られたものと1927年に作られたものとで2つ存在しており、1927年に作られたものでは、歌詞に登場する女性がケイティ・ケイシーからネリー・ケリー（Nelly Kelly）という名前に変わっているが、実際の球場でよく歌われるコーラス部分には歌詞の変更はない。歌詞の中には、アメリカの野球場で販売されることの多いクラッカー・ジャックというスナック菓子と、ピーナッツが登場する。
MLBの試合においては、本曲を7回表終了時に歌う習わしがある。この時にはスタンドの観客は立ち上がって歌を歌い（この際、歌詞中の「home team」を応援する球団名に変えて歌うのが通例）、同時にちょっとした背伸びや運動をして観戦で固まった身体をほぐす。これを「セブンス・イニング・ストレッチ」（Seventh inning stretch、7回でのストレッチ）と呼ぶ。「セブンス・イニング・ストレッチ」の由来は、1910年にワシントンで行われた公式戦開幕試合でウィリアム・ハワード・タフト大統領が7回の攻撃時に背伸びをして立ち上がったのを見て、ファンがそれをまねしてこの楽曲を歌ったことからとされる。なお稀なケースであるが、試合が延長戦に入った場合は14回表終了時・21回表終了時と7回毎に流される。
1949年には、本曲を元にした同名の野球ミュージカル・コメディ映画（日本未公開。『私を野球につれてって』のタイトルでDVDが発売されている）がMGMで製作されている（バスビー・バークレイ監督、主演：ジーン・ケリー、フランク・シナトラ、エスター・ウィリアムズ）。映画の中ではケリーとシナトラが本曲を歌い、曲に合わせてタップダンスを披露している。
日本でも東京ドームや千葉マリンスタジアム、ほっともっとフィールド神戸でのプロ野球の試合で、マスコットのダンスと共に演奏されていた。また、かつての東京ドームや阪神甲子園球場、広島市民球場では日本語の歌詞が付いたものが流されていた。その他の球場でも、試合の合間などにオルガン等でよく演奏されている。
1999年には大友康平が訳詩でカバーしたシングルをリリースし、前述の東京ドームでの日本語版の演奏に使用された。また、2015年には遊助が「Take me out to the ball game〜あの・・一緒に観に行きたいっス。お願いします!〜」として、オリジナルの日本語歌詞をつけてカバーした。
2015年3月13日からは、東京ドームの最寄駅である東京メトロ南北線の後楽園駅で発車メロディ（発車サイン音）として使用されている。編曲は福嶋尚哉が手掛けた。
野球好きの落語家桂米助が出囃子に使用している。

## 作詞・作曲者
作詞者のジャック・ノーワース（英: Jack Norworth）と、作曲者のアルバート・フォン・ティルザー（英: Albert Von Tilzer）は、20世紀初頭のヴォードヴィル業界で活動していた音楽家コンビである。この歌はノーワースの妻ノーラ・ベイズが歌い、ヴォードヴィル・ショーとレコードからヒット、楽譜は当時のベストセラーになった。
歌詞は作者のノーワースが野球試合開催の広告をニューヨークの地下鉄車内で見かけ、野球場の最寄り駅に到着するまでの間にその場の思いつきで考えたものである。楽曲制作時、ノーワースとティルザーの2人とも野球の試合を見たことはなく、ティルザーは野球のルールもほとんど知らなかった。ティルザーが初めて野球観戦に出かけたのは、作曲の20年後のことである。